# Jean-Baptiste Teste
Pour les articles homonymes, voir Teste.
Jean-Baptiste Teste est un avocat et homme politique français né à Bagnols-sur-Cèze le 20 octobre 1780 et mort à Paris le 26 avril 1852. Ministre des travaux publics de 1840 à 1843, il est connu pour son implication dans le scandale Teste-Cubières qui éclate en 1847.

## Biographie
Fils d'Antoine Teste, avocat au Parlement de Provence, et d'Élisabeth Boyer, frère de François Antoine Teste, Jean-Baptiste Teste fit ses études chez les Joséphites de Lyon et se distingua très tôt, selon la formule de Joseph Marie Portalis, par les « formes démosthéniques » de son débit oratoire (autrement dit par ses difficultés d'élocution). 

### Un avocat particulièrement réputé
Il fut reçu avocat à Paris et s'inscrivit d'abord au barreau de la capitale où il plaida quelque temps avec succès, avant de revenir s'installer à Nîmes où il acquit une grande réputation.
Pendant les Cent-Jours, Napoléon Ier le nomma directeur de la police à Lyon. Il fut élu représentant du Gard à la Chambre des Cent-Jours le 7 mai 1815 (50 voix sur 73 votants) mais ne siégea pas en raison de ses fonctions administratives. 
Proscrit à la Seconde Restauration, il se réfugia à Liège où il exerça sa profession d'avocat au barreau de Liège. Mais, s'étant fait le défenseur d'un journal, Le Mercure surveillant, qui avait attaqué la Russie et l'Autriche, il fut expulsé et ne fut autorisé à revenir qu'au bout de vingt-deux mois. Dans l'intervalle, il tenta, mais sans succès, de se fixer à Paris, où on lui refusa l'inscription au barreau. Il resta donc avocat à Liège jusqu'en 1830, et se constitua une belle clientèle.
Le roi Guillaume Ier des Pays-Bas le chargea de la gestion de ses affaires domaniales. Il plaida également pour la maison d'Orléans lors d'un procès avec les Rohan au sujet du duché de Bouillon, réuni au royaume des Pays-Bas en 1814. C'est à cette occasion qu'il fit la connaissance d'André Dupin (Dupin aîné), avocat de la maison d'Orléans.
Il put rentrer à Paris après la Révolution de Juillet et s'y inscrivit au barreau, où il occupa bientôt l'une des premières places et fut nommé avocat du domaine et du Trésor.

### Une carrière politique sous la monarchie de Juillet

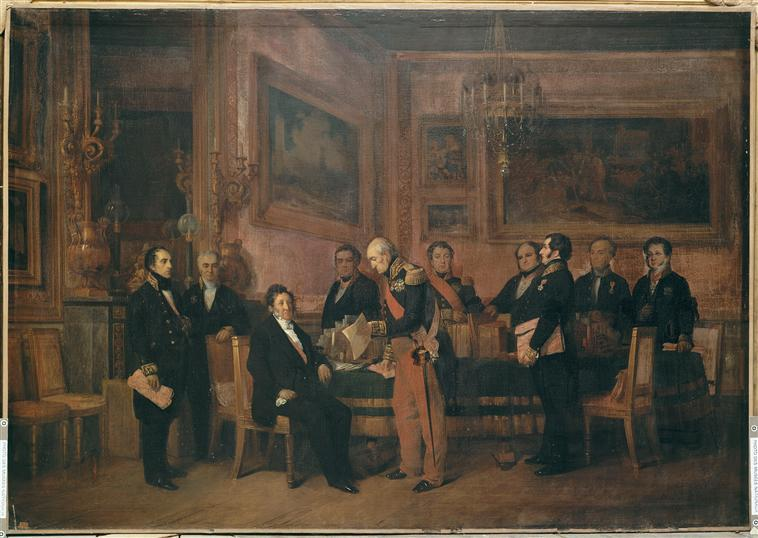
Conseil des ministres tenu aux Tuileries. Signature de la loi de Régence. 15 août 1842 (Louis-Philippe Ier, Nicolas Jean-de-Dieu Soult, François Guizot, Nicolas Martin du Nord, Victor Guy baron Duperré, Tanneguy comte Duchâtel, Jean-Baptiste Teste, Cunin-Gridaine, Abel François Villemain, Jean-Pierre Lacave-Laplagne)

Lors des élections générales du 5 juillet 1831, Jean-Baptiste Teste fut élu député par le 1er collège électoral du Gard (Uzès) (217 voix sur 375 votants et 488 inscrits contre 145 à M. Madier de Montjau[Lequel ?]). Il siégea dans les rangs du Tiers Parti libéral de son ami Dupin aîné, où il se signala par son ardeur à défendre le nouveau régime. Il participa plus particulièrement, toujours avec discernement et habileté, aux débats sur la législation, le commerce et les travaux publics. 
Il fut réélu le 21 juin 1834 (227 voix sur 349 votants et 464 inscrits contre 111 à M. de Dreux-Brézé) et fut nommé ministre du Commerce et des Travaux publics, tout en assurant parallèlement l'intérim du ministère de l'Instruction publique et des Cultes, dans l'éphémère ministère Maret (10-18 novembre 1834).
Il fut ensuite élu vice-président de la Chambre des députés et obtint sa réélection le 13 décembre 1834 (243 voix sur 253 votants et 591 inscrits). Il vota alors avec la majorité mais entra dans la coalition qui, en 1839, fit tomber le premier ministère Molé. Il fut réélu député le 2 mars 1839 (256 voix sur 418 votants) et fut nommé ministre de la Justice et des Cultes dans le deuxième ministère Soult (12 mai 1839-1er mars 1840). Il fut réélu député le 22 juin 1839 (280 voix sur 289 votants). Pendant son passage au ministère, il nomma une commission chargée d'étudier les moyens de supprimer la vénalité des offices ministériels.
Le maréchal Soult, qui l'appréciait, le fit ensuite nommer ministre des Travaux publics dans son troisième ministère le 29 octobre 1840. Il fit voter la grande loi de 1841 sur l'expropriation pour cause d'utilité publique, la loi de 1842 sur les chemins de fer et la loi de 1843 sur la propriété industrielle.
Le 16 décembre 1843, Guizot l'écarta du ministère mais lui fit donner de somptueuses compensations. Il fut fait pair de France et nommé à la Cour de cassation. Un membre de la famille royale intervint même en sa faveur pour que le président de la chambre civile démissionnât afin qu'on pût le nommer à sa place. Grand officier de la Légion d'honneur en 1846, il atteignait alors au faîte des honneurs.

### Une réputation entachée par le scandale Teste-Cubières

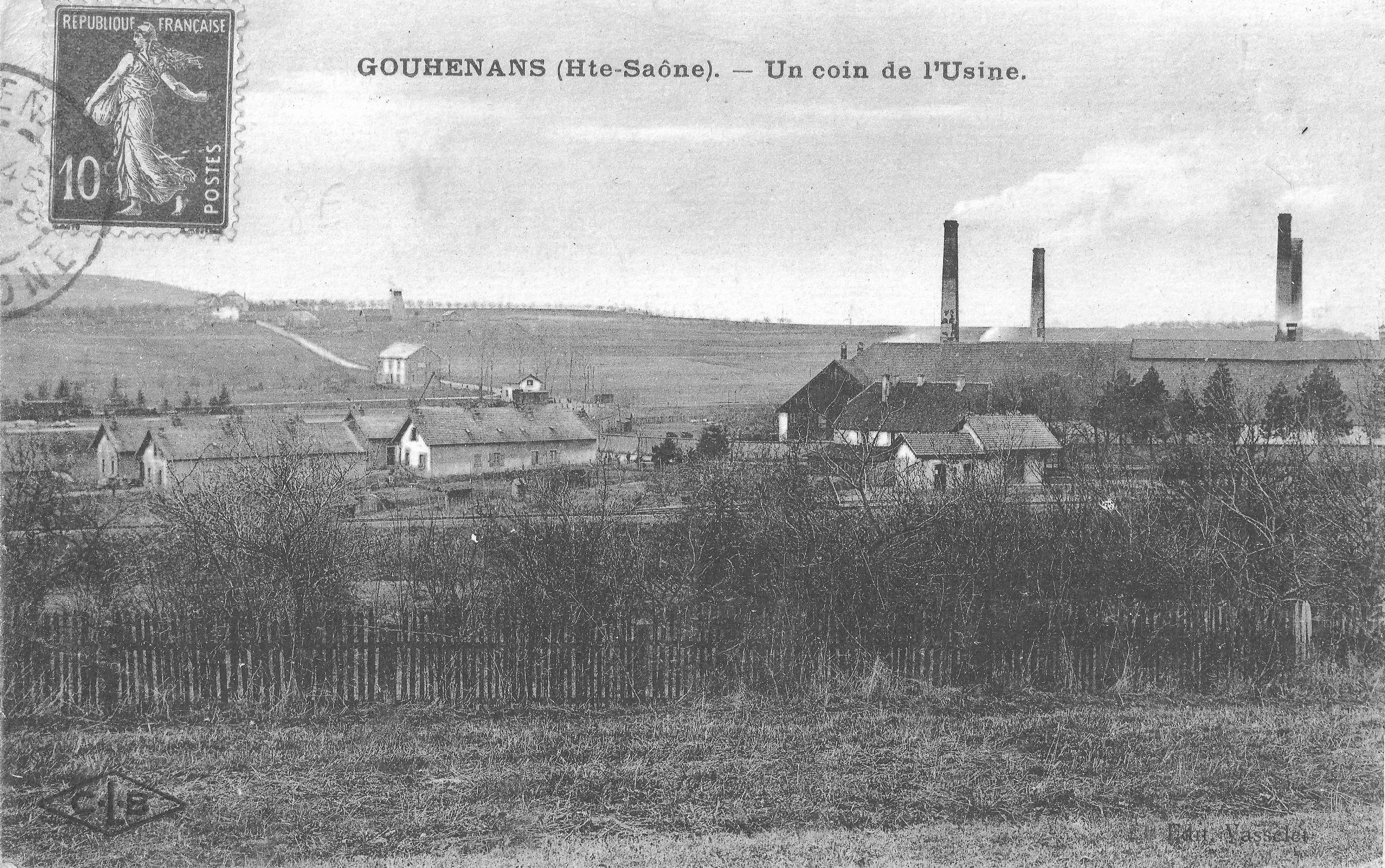
Les salines de Gouhenans.

En 1847, éclata le scandale Teste-Cubières. Le général Despans-Cubières, éphémère ministre de la Guerre en 1839 et 1840, pressé par des besoins d'argent, s'est lancé dans diverses spéculations, en particulier une affaire d'exploitation minière. En 1843, pour obtenir le renouvellement de la concession d'une mine de sel à Gouhenans (Haute-Saône), il a fait verser par ses associés un pot-de-vin de 94 000 francs au ministre des Travaux publics, Teste,.
L'affaire est révélée en mai 1847 à l'occasion d'un procès entre les associés de la compagnie minière devant le tribunal civil de la Seine. Le directeur de la compagnie des mines de sel de Gouhenans, un certain Parmentier, produit diverses pièces de correspondance émanant du général Despans-Cubières qui évoquent le pot-de-vin.
L'affaire eut une énorme publicité et le scandale fut retentissant. Le roi décida d'évoquer le procès devant la Chambre des pairs. Le 8 juillet 1847, Teste, Despans-Cubières, Parmentier et un certain Pellapra, ancien receveur général qui avait servi d'intermédiaire comparurent devant la haute juridiction sous l'inculpation de corruption. On dit que Louis-Philippe Ier reprocha à son chancelier, le duc Pasquier, d'avoir mis Teste en prison préventive, en lui disant : « Comment ! vous n'aviez pas assez d'un de mes ministres ! Il vous en fallait un second ! Ainsi j'ai passé dix-sept ans à relever le pouvoir en France ; en un jour, en une heure, vous le laissez retomber ».

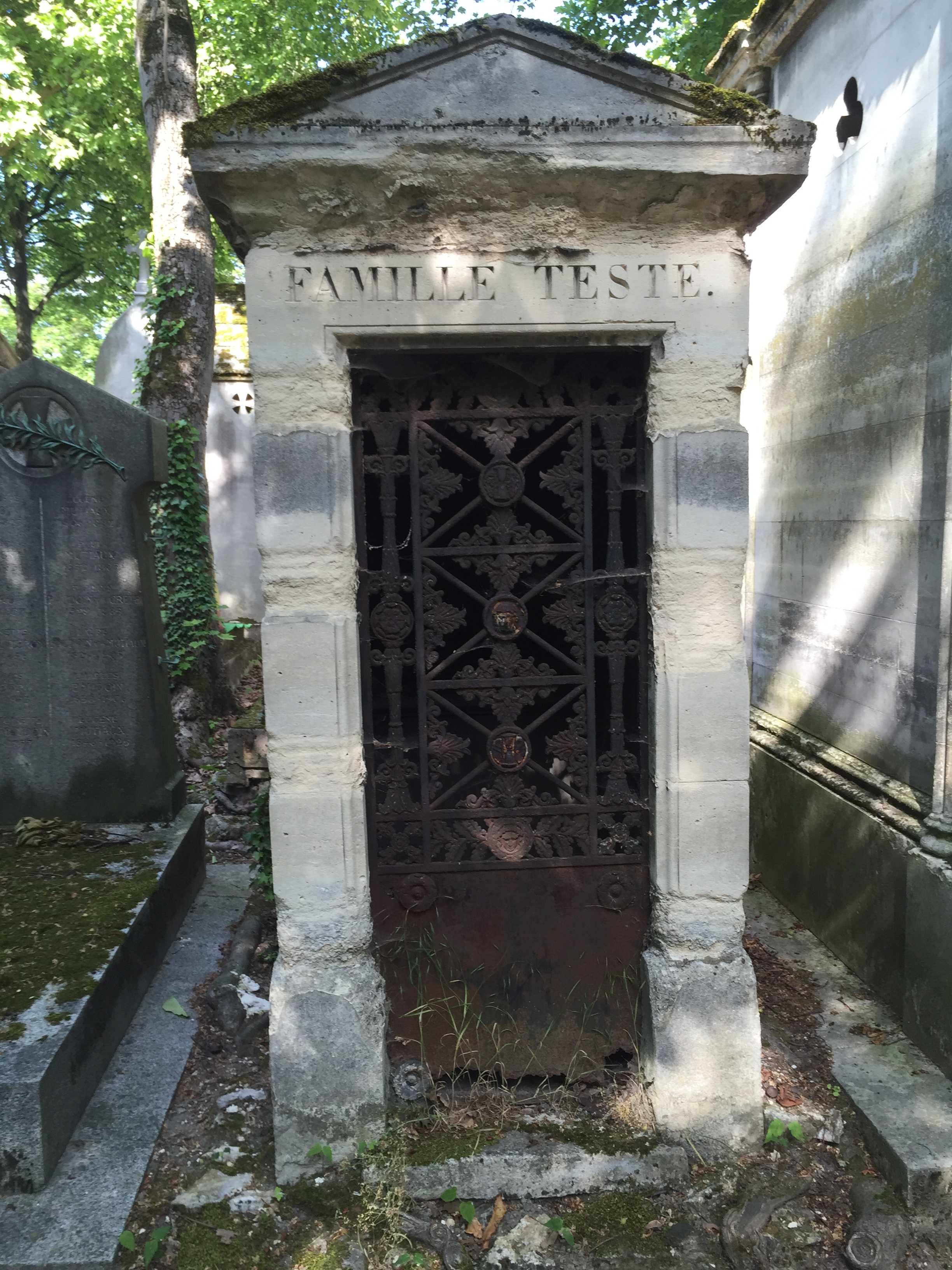
Tombe au cimetière du Père-Lachaise.

Teste, qui s'était démis de toutes ses fonctions la veille du procès, commença par tout nier avant de s'effondrer, confondu par les preuves produites devant la cour par Mme Pellapra, femme délaissée du receveur général, et par le témoignage de l'agent de change qui avait converti les fonds en bons du Trésor. Il tenta de se tuer le 12 juillet en se tirant à la tempe et dans la région du cœur deux coups d'un pistolet que son fils lui avait apporté, mais qui ne le blessèrent que légèrement. Le lendemain, il refusa de se présenter à l'audience, « les pièces produites, écrivit-il au chancelier, ne laissant plus de place à la contradiction ». Le 17 juillet, la Chambre des pairs le condamna à trois ans d'emprisonnement, à la restitution des 94 000 francs et à une amende de même montant, à verser dans les caisses de l'Hospice de Paris. Il fut incarcéré à la Conciergerie et y resta jusqu'au 26 février 1848, quand il fut élargi sur ordre du secrétaire général du ministère de l'Intérieur, Alexandre Andryane, qui craignait que l'ancien ministre fut lynché par les émeutiers en marge des événements de la Révolution de février. L'ordre ayant été rétabli, Teste regagna sa prison, dans laquelle il resta jusqu'au 13 août 1849. Le président Louis-Napoléon Bonaparte l'autorisa alors à purger le reste de sa peine dans une maison de santé à Chaillot et lui accorda une remise de 50 000 francs sur l'amende à laquelle il avait été condamné. Il sortit de la maison de santé en juillet 1850 et mourut moins de deux ans plus tard. Il est inhumé au cimetière du Père-Lachaise (45e division).